# فولتا كاتالونيا 1980
فولتا كاتالونيا 1980 (بالإسبانية: Volta a Cataluña 1980)‏ هو سباق دراجات هوائية، وهو الموسم رقم 60 من السباق، وأقيم خلال الفترة 3 سبتمبر 1980، وحتى 10 سبتمبر 1980، وامتدّ لمسافة 1192.0 كيلومتر.
فاز فيه بالمركز الأول  مارينو ليخاريتا، وبالمركز الثاني  يوهان فان دير فيلدي، وبالمركز الثالث  فيسنتي بيلدا.

## الفائزون
| الترتيب | الفائز              |
| ------- | ------------------- |
| الفائز  | مارينو ليخاريتا     |
| الثاني  | يوهان فان دير فيلدي |
| الثالث  | فيسنتي بيلدا        |